# Domenico Mancinelli
Domenico Mancinelli (Bologna, 23 giugno 1724 – Bologna, 16 ottobre 1804) è stato un oboista e compositore italiano.
Mancinelli fu oboista presso la cappella della Basilica di San Petronio di Bologna dal 1760 fino alla morte. Nonostante ciò egli visse per alcuni anni a Londra, città nella quale pubblicò la maggior parte delle sue composizioni. Scrisse un gran quantitativo di duetti per due flauti per essere suonati dai suoi allievi (tutti membri dell'aristocrazia inglese). Il suo stile compositivo facile ed elegante appartiene all'epoca galante. Nei propri lavori prevale l'uso del movimento di breve durata e sono caratterizzati da un prevedibile progressione armonica e da una vitalità ritmica.

## Composizioni
- 24 duetti in un Easy Pleasing Stile, per 2 flauti/violini (1770 ca.)
- 8 duetti per 2 flauti o violino e flauto, op.1 (1775 ca.)
- 12 duetti, 2 flauti/fagotti, op.2 (1775 ca.)
- A Fifth Sett of 12 Easy Duets per 2 flauti/violini (1775 ca.)
- 6 sonate per 2 flauti/violini, op.3 (1776)
- 12 duetto per 2 flauti, op.5
- 6 duetti per 2 flauti/violini, op. 6 (1780 ca.)
- 6 notturni per 2 flauti/violini (1780 ca.)
- 8 sonate per 2 flauti/violini (1780 ca.)
- 8 sonate per 2 flauti o violino e violoncello (1780 ca.)
- 6 duetti cantabili con suoi rondò per 2 flauti
- Sonata per 2 flauti